# 親潮級潛艇
親潮級潛艦（日语：おやしお型潜水艦）為日本海上自衛隊的常規柴電動力潛艦。親潮級潛艦是由日本三菱重工業神戶造船所與川崎重工業神戶工廠，分別在1998年3月至2008年3月完成11艘的建造工程，船體構造採用完全複殼式及部分單殼式、船體也從以往的淚滴型改為葉捲型，以增加船艙內部的空間，變得更適合人員的適居性。
親潮級潛艦的外型設計融合了匿蹤與流體力學的考量，其帆罩採用傾斜漸縮的堆字造型以分散敵方大部分主動聲納的反射波，艦體表面力求平滑簡潔，儘可能減少潛艦外部的突出物，即可改良潛艦的流體力學特性，使航行時水流經艦體產生的阻力與噪音降低，有助於增加匿蹤性與動力效率。較前一型春潮級潛艇有更良好的操控性能、潛航深度的增大、續航力增加、情報處理能力更卓越。

## 同型艦
| 同型艦名             | 編號 | 番號               | 動工          | 下水           | 服役          | 轉為訓練艦    | 退役          | 製造商   |
| -------------------- | ---- | ------------------ | ------------- | -------------- | ------------- | ------------- | ------------- | -------- |
| 親潮號（おやしお）   | 8105 | TSS-3608(原SS-590) | 1994年1月26日 | 1996年10月15日 | 1998年3月16日 | 2015年3月6日  | 2023年3月17日 | 川崎重工 |
| 滿潮號（みちしお）   | 8106 | TSS-3609(原SS-591) | 1995年2月16日 | 1997年9月18日  | 1999年3月10日 | 2017年2月27日 |               | 三菱重工 |
| 渦潮號（うずしお）   | 8107 | SS-592             | 1996年3月6日  | 1998年10月15日 | 2000年3月9日  |               |               | 川崎重工 |
| 卷潮號（まきしお）   | 8108 | TSS-3610(原SS-593) | 1997年3月26日 | 1999年9月22日  | 2001年3月26日 | 2023年3月17日 |               | 三菱重工 |
| 磯潮號（いそしお）   | 8109 | SS-594             | 1998年3月9日  | 2000年11月27日 | 2002年3月14日 |               |               | 川崎重工 |
| 鳴潮號（なるしお）   | 8110 | SS-595             | 1999年4月2日  | 2001年10月4日  | 2003年3月3日  |               |               | 三菱重工 |
| 黑潮號（くろしお）   | 8111 | SS-596             | 2000年3月27日 | 2002年10月23日 | 2004年3月8日  |               |               | 川崎重工 |
| 高潮號（たかしお）   | 8112 | SS-597             | 2001年1月30日 | 2003年10月1日  | 2005年3月9日  |               |               | 三菱重工 |
| 八重潮號（やえしお） | 8113 | SS-598             | 2002年1月15日 | 2004年11月4日  | 2006年3月9日  |               |               | 川崎重工 |
| 瀬戸潮號（せとしお） | 8114 | SS-599             | 2003年1月23日 | 2005年10月5日  | 2007年2月28日 |               |               | 三菱重工 |
| 持潮號（もちしお）   | 8115 | SS-600             | 2004年2月23日 | 2006年11月6日  | 2008年3月6日  |               |               | 川崎重工 |

## 外部連結與參考文獻
- 自衛隊裝備品圖鑑 （页面存档备份，存于）
- Oyashio  全球防衛--親潮級 （页面存档备份，存于）
- 日本-親潮級柴電潛艦 （页面存档备份，存于）